# Spiculogloea subminuta
Spiculogloea subminuta är en svampart som beskrevs av Hauerslev 1999. Spiculogloea subminuta ingår i släktet Spiculogloea, ordningen Spiculogloeales, klassen Agaricostilbomycetes, divisionen basidiesvampar och riket svampar.   Inga underarter finns listade i Catalogue of Life.